# Гришанов, Владимир Васильевич
Владимир Васильевич Гришанов (род. 17 июня 1945, Соловецкие острова, Архангельская область) — советский и российский военно-морской деятель, адмирал (1996).  заместитель начальника Генерального штаба Вооружённых сил России (с августа 1995 по апрель 1998).

## Биография
Родился на Соловецких островах, где тогда служил его отец — В. М. Гришанов.
Окончил Высшее военно-морское училище имени М. В. Фрунзе (1963—1968).
Службу проходил командиром электро-навигационной группы (август — ноябрь 1968), командиром БЧ-1 (до ноября 1970), помощником командира (с ноября 1970 по февраль 1971) большого противолодочного корабля (БПК) «Проворный», командиром БЧ-1 гвардейского БПК «Сообразительный» (февраль — ноябрь 1971), старшим помощником командира большого противолодочного корабля «Проворный» (до апреля 1973). 
Окончил Высшие специальные офицерские классы ВМФ (1973—1974).
Назначен командиром БПК «Решительный» (с октября 1974 по август 1976).
Окончил Военно-морскую академию имени Маршала Советского Союза А. А. Гречко (1976—1978).
Назначен командиром БПК «Керчь» (с июня 1978 по октябрь 1979), начальником штаба 21-й бригады противолодочных кораблей (с октября 1979 по август 1982), командиром 70-й бригады противолодочных кораблей (с августа 1982 по июнь 1985). Начальник штаба (в июне — сентябре 1985) и командир (с сентября 1985 по август 1990) 30-й дивизии противолодочных кораблей Черноморского флота. Контр-адмирал (1989).
Окончил Военную академию Генерального штаба ВС РФ (1990—1992).
На Балтийском флоте служил начальником штаба (с июня 1992 по февраль 1993) и командиром (с февраля 1993 по август 1995) Ленинградской военно-морской базы. Вице-адмирал (1993). Далее заместитель начальника Генерального штаба Вооружённых сил России (с августа 1995 по апрель 1998). Адмирал (1996).
В 1998—2000 годах занимал должность вице-губернатора Санкт-Петербурга — начальника Управления административных органов Администрации Санкт-Петербурга.

## Награды
- орден «За службу Родине в Вооружённых Силах СССР» III степени (1979)
- орден Красной Звезды (1988)
- орден «За военные заслуги» (1996)